# Elisabet de Kíev
Elisabet de Kíev —en noruec Ellisif o Elisiv— (1025 – c. 1067), fou una princesa de Kíev i reina consort, muller del rei Harald III de Noruega.
Elisabet era filla del Gran Príncep de la Rus de Kíev, Iaroslav el Savi i de la seva esposa, la princesa Ingegerd Olofsdotter de Suècia, filla del rei Olaf Skötkonung i d'Estrid dels Obotrites. Va ser la germana d'Anastàsia de Kíev, qui es va casar amb el futur Andreu I d'Hongria, d'Anna de Kíev, qui es va casar amb Enric I de França, probablement, d'Àgata de Kíev, muller d'Eduard l'Exiliat, Vladimir de Nóvgorod, Iziaslav I de Kíev, Sviatoslav II de Kíev, Vsèvolod de Kíev, i Ígor de Volínia.
L'hivern de l'any 1044, Elisabet es va casar amb el príncep Harald Sigurdsson de Noruega. Harald havia deixat Noruega l'any 1030, després d'haver participat en la batalla de Stiklestad, al costat del seu germanastre, el rei Olaf II. Des de llavors, Harald va estar servint sota la protecció del seu pare, així com de la de l'emperador romà d'Orient.
Elisabet fou la destinatària dels poemes de Harald, en els quals es lamentava de la seva falta d'afecte vers ell, malgrat impliquen el afecte real, ja que podria ser un tòpic poètic. L'any 1045, va anar amb Harald fins a Noruega, on va esdevenir corei amb el seu nebot, el rei Magnus I de Noruega. A Noruega Elisabet va esdevenir reina amb el nom Elisiv. L'única documentació existent sobre aquesta seva estada del matrimoni a Noruega és la del poeta reial Stuv den blinde (Stúfr blindi Þórðarson kattar).
L'any 1047, el rei Harald esdevenir l'únic governant de Noruega, després de la mort del rei Magnus. Un any més tard, Harald va prendre una altra esposa, Tora Torbergsdatter, amb qui va tenir dos fills. El matrimoni es va produir per aliances polítiques. Els caps del Giskeaetten van jugar una funció clau en aquest enllaç. És possible que Elisiv hagués tornat a la Rus de Kíev, o que morís en el seu camí cap a Noruega. No obstant, això significaria que les filles de Harald, Ingegerd i Maria, haurien d'haver estat de Tora, fet no probable perquè Maria va estar compromesa amb Øystein Orre fra Giske, el seu oncle i germà de Tora. Per tant, és possible que Tora fora concubina de Harald i no la seva esposa. Tora esdevenir la mare dels reis Olaf III de Noruega i Magnus II de Noruega.
L'any 1066, Harald va envair Anglaterra, on va ser assassinat durant la batalla de Stamford Bridge. La tradició explica que Elisiv i les seves filles van seguir a Harald fins a Anglaterra, on va morir Maria, suposadament en assabentar-se de la mort del seu pare. Després, Elisiv i la seva segona filla, Ingegerd, van tornar a Noruega amb la flota noruega. Elisiv va romandre a les illes Orcades. No obstant això, la més antiga de les sagues afirma que va ser Tora Torbergsdatter i no Elisiv que va acompanyar a Harald en el viatge, més probable, ja que Tora era cosina de Thorfinn Sigurdsson, comte de les Orcades. Segons Adam de Bremen, la mare del rei Olaf III de Noruega, es va casar amb el rei Svend II de Dinamarca o bé amb un rei suec, com a vídua, però aquestes dades encara no s'han pogut confirmar. La data i el lloc de defunció de la reina Elisiv es desconeixen.